# B-1核轰炸机
《B-1核轰炸机》是阿瓦隆山与微电脑游戏公司开发的飞行模拟游戏，1980年发行，对应Apple II及其他电脑。游戏中驾驶的轰炸机以B-1轰炸机为原形，但弹药改为核炸弹。

## 评价
拉里·克恩斯在第33期《太空玩家》中评测了《B-1核轰炸机》，称游戏定价过高且很快让人生厌。